# Stenacis triradiata
Ивовый трёхлучевой галловый клещ (лат. Stenacis triradiata) - вид акариформных клещей из семейства Eriophyidae. Обитает в внутри галлов, образованных на побегах различных видов ив.

## Описание
Четырёхногий клещик небольших размеров - около 0,1-0,3 мм.

## Биология
Является монофагом, питающимся внутри галлов, образуемых на различных видах ив. Ранее считалось, что сам клещ является инициатором образования галлов. В настоящее время считается, что галлообразователем является бактерия Phytoplasma из семейства Acholeplasmataceae. Многие виды насекомых, питающихся соком растений путём прокалывания тканей хоботком, являются переносчиками бактерий, вызывающих образование наростов. Скорее всего, Stenacis triradiata также может быть переносчиком.
В мае клещи всползают на молодые побеги ив, чаще всего скапливаясь у почек и цветков, которые они прокалывают своими хоботками, тем самым заражая их бактериями Phytoplasma. В результате образуются зеленоватые шарообразные или удлинённые выросты различной величины, состоящие из скопления деформированных листьев и побегов (в Германии подобные образования носят название Wirrzöpfe, букв. «заплетённые косички)». Галл имеет толстые стенки, в середине - небольшая полость, внутри которой и обитают клещи. Перед зимовкой клещи покидают галлы, прячась в трещинах коры и в других защищённых от холодов местах на дереве-хозяине. Галлы остаются на ветвях, приобретая бурую окраску, их стенки одревесневают. Зачастую галлы могут оставаться на деревьях несколько лет, в результате на кронах ив может наблюдаться огромное их скопление.

### Инквилинизм
Галлы ивового трёхлучевого клеща зачастую подвергаются вторичному заселению другими членистоногими (явление инквилинизма). Так, галлы могут использоваться некоторыми видами для зимовки. В результате деятельности клеща дерево локально ослабевает, в результате чего на месте образование галлов может возникнуть заселение стволовых вредителей (в частности некоторыми стеклянницами Synanthedon, жизненный цикл которых связан с галлами других членистоногих). Возможно, галлы могут быть также заселяться некоторыми видами паразитических долгоносиков.
- Стеклянница (Synathedon sp.) внутри галла Stenacis triradiata
- Колония чётырёхточечных муравьёв, зимовавшая внутри галла

## Распространение
Ивовый трёхлучевой галловый клещ массово распространён на территории Европы. Также встречается на Кавказе, Средней Азии и Ближнего Востока. Возможно, клещ может распространяться вместе с саженцами ив, используемых для декоративных насаждений.

## Галерея
- Покинутые галлы на ветвях ивы козьей
- Покинутый галл